# Adelphobates galactonotus
Adelphobates galactonotus es una especie de anfibio anuro de la familia Dendrobatidae.

## Distribución geográfica
Esta especie es endémica de Brasil. Habita en los estados de Pará, Maranhão y Tocantins.
Vive en la selva tropical. Es una especie terrestre que vive en la hojarasca.

## Reproducción
La reproducción se produce en charcos temporales. Los huevos se depositan en el suelo, los renacuajos se transportan en agua.

## Publicación original
- Steindachner, 1864 : Batrachologische Mittheilungen. Verhandlungen der Kaiserlich-Königlichen Zoologisch-Botanischen Gesellschaft in Wien, vol. 14, p. 239–288